# Дяволски вятър
Дяволският вятър (на английски: Devil wind или Blowing from guns) е вид смъртно наказание, при което осъдения е поставян завързан пред отвора на цевта на огнестрелно оръжие (обикновено оръдие), след което е произвеждан изстрел в тялото на жертвата.
Дяволският вятър е метод за екзекуция поне от 16 век и се използва до 20 век. Той се използва от португалските колонизатори от 1509 г. от Цейлон до Бразилия и Мозамбик. В Моголската империя методът се използва през 17 – 18 век, най-вече срещу бунтовници.
Този начин за екзекуция е най-тясно свързван с колониалното правителство на Британска Индия. След Сипайския метеж, дяволският вятър се използва от британците за екзекуция на въстаници, както и за местните жители, които са дезертирали. Заимствайки от методите на моголите, британците започват да практикуват дяволския вятър през втората част на 18 век.
Унищожаването на тялото и разхвърлянето на останките му на голяма площ играе определена религиозна функция на Индийския субконтинент, тъй като на практика прави невъзможно погребването, което е задължително за мюсюлманите и индусите. Следователно, за вярващите, наказанието продължава и след смъртта. Това се осъзнава от чуждестранните окупатори, поради което процедурата обикновено не се използва от тях. Последните сведения за този тип екзекуция са от 1930 г., когато в Кралство Афганистан чрез него са екзекутирани 11 панджширски бунтовници.